# Broken Bow (Star Trek)
Broken Bow is de pilot van de serie Star Trek: Enterprise. De aflevering gaat over de eerste missie van het schip USS Enterprise NX-01 in de ruimte, waarbij hun opdracht is een gewonde Klingon naar zijn thuisplaneet Kronos te brengen. Ondertussen stuiten ze op een vijandig ras met de naam Suliban. De kapitein van het schip, Jonathan Archer moet zowel de Suliban bestrijden als zijn schip heel houden. Uiteindelijk blijkt dat hij met zijn bemanning verstrikt is geraakt in een oorlog die de Temporale Koude Oorlog heet. Hierin vechten facties met technologie uit verschillende eeuwen hun conflict door middel van manipulatie en tijdreizen uit op een niet-gezette tijdlijn, die het verloop van de continuïteit beïnvloeden. Archer weet met zijn schip en bemanning zonder al te veel kleerscheuren (tijdelijk) uit de strijd te komen.
Broken Bow is de enige aflevering met een dubbele lengte (ca. 82 minuten) van de gehele serie.

## Achtergrondinformatie
- Verschillende personages in de serie zijn vernoemd naar echt bestaande personen die betrokken waren bij deze serie of eerdere producties van Star Trek. Voorbeelden hiervan zijn admiraal Forrest, vernoemd naar DeForest Kelley, admiraal Leonard, vernoemd naar Leonard Nimoy en het personage Tos, wat tevens de afkorting van Star Trek: The Original Series is.
- Deze aflevering heeft een Emmy Award gewonnen in de categorie Outstanding Special Visual Effects for a Series, of Uitstekende visuele Special Effects voor een serie.

## Acteurs

### Hoofdrollen
- Scott Bakula als kapitein Jonathan Archer
- John Billingsley als dokter Phlox
- Jolene Blalock als overste T'Pol
- Dominic Keating als luitenant Malcolm Reed
- Anthony Montgomery als vaandrig Travis Mayweather
- Linda Park als vaandrig Hoshi Sato
- Connor Trinneer als overste Charles "Trip" Tucker III

### Gastacteurs
- John Fleck als Silik
- Tommy "Tiny" Lister junior als Klaang
- Vaughn Armstrong als Admiraal Maxwell Forrest
- Jim Beaver als Daniel Leonard
- Mark Moses als Henry Archer
- Gary Graham als Soval
- Thomas Kopache als Tos
- Jim Fitzpatrick als overste Williams
- James Horan als een halfzichtbare persoon uit de toekomst
- Joseph Ruskin als een Suliban dokter

### Bijrollen
- Marty Davis als Archer in zijn jonge jaren
- Van Epperson als een alien
- Ron King as boer Moore
- Peter Henry Schroeder als de Klingon keizer
- Matt Williamson als lid van de Klingon raad
- Byron Thames als bemanningslid van de USS Enterprise
- Ricky Luna als Carlos
- Jason Grant Smith als bemanningslid Fletcher
- Chelsea Bond als een buitenaardse vrouw/moeder
- Ethan Dampf als een buitenaards kind
- Diane Klimaszewski als danseres
- Elaine Klimaszewski als danseres

### Bijrollen zonder vermelding in de aftiteling
- Tyler Abrams als een taalstudent
- Anthony Acker als lid van een Vulcaanse delegatie
- F. Alekseyeva als burger
- David Keith Anderson als burger
- Jef Ayres als bemanningslid Haynam
- Irina Bazidott als wetenschapper
- Kenneth Beck als burger
- Woody Bosco als burger
- Connie Bosmans als lid van een Vulcaanse delegatie
- Rafael Boza als een taalstudent
- Margery Bradbard als Starfleet admiraal
- Solomon Burke junior als Billy
- B. Burton als burger
- Paulo Caillile als een taalstudent
- Sofie Calderon als bemanningslid van de USS Enterprise
- Mario Carter als bemanningslid van de USS Enterprise
- Manuel Cazz als een taalstudent
- Gina Chai als burger
- Michael Chong als een wetenschapper
- Marijane Cole als burger
- Cecilia Conn als bemanningslid van de USS Enterprise
- Mark Correy als Alex
- James Cromwell als Zefram Cochrane
- Vince Deadrick junior als bemanningslid van de USS Enterprise
- Janet Dey als burger
- Sandro DiPinto als bemanningslid van de USS Enterprise
- Milton James Donaldson als burger
- Renae Duran als een taalstudent
- Bob Earns als lid van een Vulcaanse delegatie
- Evan English als Vaandrig Tanner
- L. English als burger
- Alyssa Espinoza als een taalstudent
- Mimi Fisher als bemanningslid Bennet
- Susan Foley als chirurg van Starfleet Medical
- Stacy Fouche als bemanningslid van de USS Enterprise
- Devinna Garcia als een taalstudent
- Edwin Garcia als een taalstudent
- Hilde Garcia als bemanningslid Rossi
- Lindly Gardner als bemanningslid van de USS Enterprise
- Hank Gartrel als burger
- N. Gehr als burger
- Maria Celeste Genitempo als burger
- Angela Giampietro als een alien
- Nelson Grande als een taalstudent
- J. Harris als burger
- Alberto Hector als een taalstudent
- Dieter Hornemann als lid van een Vulcaanse delegatie
- Aldric Horton als bemanningslid van de USS Enterprise
- Cheri Isabella als bemanningslid van de USS Enterprise
- Roman James als admiraal bij Starfleet
- Betty Jimenez als een taalstudent
- Connie Kang als een taalstudent
- Debra Lamb Bailleaux als een buitenaarde 'vuurvreter'
- Steven Lambert als een agent van de Suliban
- Kristin Lindquist als burger
- Sven Lindstrom als een taalstudent
- James Lozano als een taalstudent
- Betty Matsushita als burger
- Christy Melendrez als een taalstudent
- R. Michael als burger
- Marlene Mogavero als bemanningslid van de USS Enterprise
- Simone Montanti als burger
- Shauna Moore als wetenschapper
- Gilbert Morales als een taalstudent
- Arthur Murray als een Markaliaanse havenmedewerker
- Carmen Nogales als bemanningslid van de USS Enterprise
- J. Nunez als burger
- Stephanie Nunez als een taalstudent
- W. Oldford als burger
- Glenn Ota als een Benzite op de planeet Rigel X
- Sonia Parikh als een taalstudent
- Monica Parrett als bemanningslid van de USS Enterprise
- Woody Porter als een admiraal bij Starfleet
- Sandra Quoos als een taalstudent
- David Richards als Markaliaanse havenmeester
- Cesar Rodriguez als een taalstudent
- R. Rosenberg als burger
- Tobias Schonleitner als lid van een Vulcaanse delegatie
- J. Scott burger
- Mernoosh Shazadi als admiraal bij Starfleet
- Paul Sklar als Suliban
- Pablo Soriano als burger
- Joel Steingold als burger
- Darryl Stewart als admiraal bij Starfleet
- Quint Strack als bemanningslid van de USS Enterprise
- Max Thayer als burger
- A. Thomas als burger
- M. Tucker als burger
- Thelma Tyrell als bemanningslid van de USS Enterprise
- Cynthia Uhrich als bemanningslid van de USS Enterprise
- John Wan als bemanningslid van de USS Enterprise
- Mark Watson als burger
- Mike Watson als agent van de Suliban
- Gary Weeks als bemanningslid van de USS Enterprise
- Todd Wieland als bemanningslid van de USS Enterprise
- David Williams als wetenschapper
- K. Williams als burger
- Jon Wright als Markaliaanse havenmedewerker
- Prada als Porthos

### Stuntmannen en stuntdubbels
- David Anderson als
- Stand-in voor Anthony Montgomery
- Stand-in voor Peter Henry Schroeder
- Stand-in voor Paul Sklar
- Stand-in voor Steven Lambert
- Stand-in voor Mike Watson
- Stand-in voor John Fleck
- Kenneth Beck als stand-in voor Vaughn Armstrong
- Larry Carroll als stand-in voor Tommy "Tiny" Lister, Jr.
- Gina Chai als stand-in voor Linda Park
- Amy Kate Connolly als
- Stand-in voor Melinda Clarke
- Stand-in voor Linda Park
- John Duff als fotodubbel voor Tommy "Tiny" Lister, Jr.
- Evan English als
- Stand-in voor Dominic Keating
- Stand-in voor John Fleck
- Stand-in voor Ricky Luna
- Diamond Farnsworth als stuntdubbel voor Scott Bakula
- Anthony Gaffe als stand-in voor David Richards
- Gregory Hinton als stand-in voor Tommy "Tiny" Lister, Jr.
- Lisa Hoyle als stunt double voor Jolene Blalock
- Simone Montanti als
- Stand-in voor Jolene Blalock
- Stand-in voor Diane Klimaszewski
- Stand-in voor Elaine Klimaszewski
- Mike Muñoz als stand-in voor Marty Davis
- J.R. Quinonez als
- Stand-in voor John Billingsley
- Jeff Sanders als stuntdubbel voor Tommy "Tiny" Lister, Jr.
- Richard Sarstedt als
- Stand-in voor Scott Bakula
- Stand-in voor Mark Moses
- Stand-in voor Joseph Ruskin
- Stand-in voor Steve Lambert
- Stand-in voor Ron King
- Stand-in voor Jason Grant Smith
- Stand-in voor James Horan
- Pablo Soriano
- Stand-in voor Vince Deadrick, Jr.
- Stand-in voor Mike Watson
- Stand-in voor Scott Bakula
- Mark Watson als stand-in voor Connor Trinneer
- Mike Watson als stuntdubbel voor Connor Trinneer